# Gotsé Deltchev (Skopje)
Pour les articles homonymes, voir Gotsé Deltchev (homonymie).
Gotsé Deltchev ou Goce Delčev (en macédonien Гоце Делчев) est un village situé à Gazi Baba, une des dix municipalités spéciales qui constituent la ville de Skopje, capitale de la Macédoine du Nord. Le village comptait 1405 habitants en 2002. Il se trouve sur la route qui relie Skopje à son aéroport et à proximité du Vardar. Il porte le nom d'un héros national du début du XXe siècle, Gotsé Deltchev.

## Démographie
Lors du recensement de 2002, le village comptait :
- Macédoniens : 1 291
- Albanais : 62
- Serbes : 20
- Roms : 14
- Turcs : 8
- Valaques : 3
- Autres : 7